# Der Schrecken im Bade
Der Schrecken im Bade ist ein Dramolett (Originalbezeichnung: „Eine Idylle“) von Heinrich von Kleist.

## Thema und Inhalt
Kleist wählte für den Text die Form der Szene eines Versdramas. Er thematisierte in diesem Kurzdrama auf ironische Weise den Tabubruch, den Voyeure bei der Beobachtung von Nackten begehen. Als Schauplatz ist ein locus amoenus gewählt.
Bemerkenswert an dem Text ist, dass diesen Akt des Voyeurismus eine junge Frau begeht und zum Schrecken der Entblößten vorgibt, sie („der Täter“) sei ein Bursche, als handle es sich um seine Schwester Ulrike, die sich mit Kleists Verlobter Wilhelmine von Zenge einen Scherz erlaubt.
Der Text greift Motive aus der Sagenwelt des klassischen Altertums (Diana und Aktaion) und des Alten Testamentes (Beobachtung der Susanna im Bade) auf.
Dem ersten Anschein nach hat Kleists Text einen unterschwellig lesbischen Unterton. Vermutlich ist die „Idylle“ jedoch vielmehr die verbrämte literarische Aufarbeitung eines – explizit homoerotisch konnotierbaren – eigenen Badeerlebnisses Kleists mit seinem Jugendfreund Ernst von Pfuel am Thunersee.

## Rezeptionsgeschichte
Kleist ließ das Dramolett im März 1809 in der von ihm selbst und Adam Heinrich Müller herausgegebenen Zeitschrift Phöbus drucken (11. und 12. Stück, November–Dezember 1808, verspätet ausgeliefert).